# Anilios grypus
Anilios grypus är en ormart som beskrevs av Waite 1918. Anilios grypus ingår i släktet Anilios och familjen maskormar. Inga underarter finns listade i Catalogue of Life.
Denna orm förekommer i Australiens norra halva. Den lever i torra gräsmarker och buskskogar. Anilios grypus gräver i lövskiktet och i det översta jordlagret. Honor lägger ägg.
För beståndet är inga hot kända. Hela populationen anses vara stabil. IUCN listar arten som livskraftig (LC).